# Tekofile
Tekofile (lat. Tecophilaea), biljni rod iz porodice Tecophilaeaceae, dio reda Asparagales. Postoje dvije priznate vrsta, geofiti s lukovicom) iz Čilea i Perua
Rod je kao monotipičan opisan 1836.

## Vrste
1. Tecophilaea cyanocrocus Leyb.
2. Tecophilaea violiflora Bertero ex Colla

## Sinonimi
- Distrepta Miers
- Phyganthus Poepp. & Endl.
- Poeppigia Kunze ex Rchb.